# Richtingaanwijzer

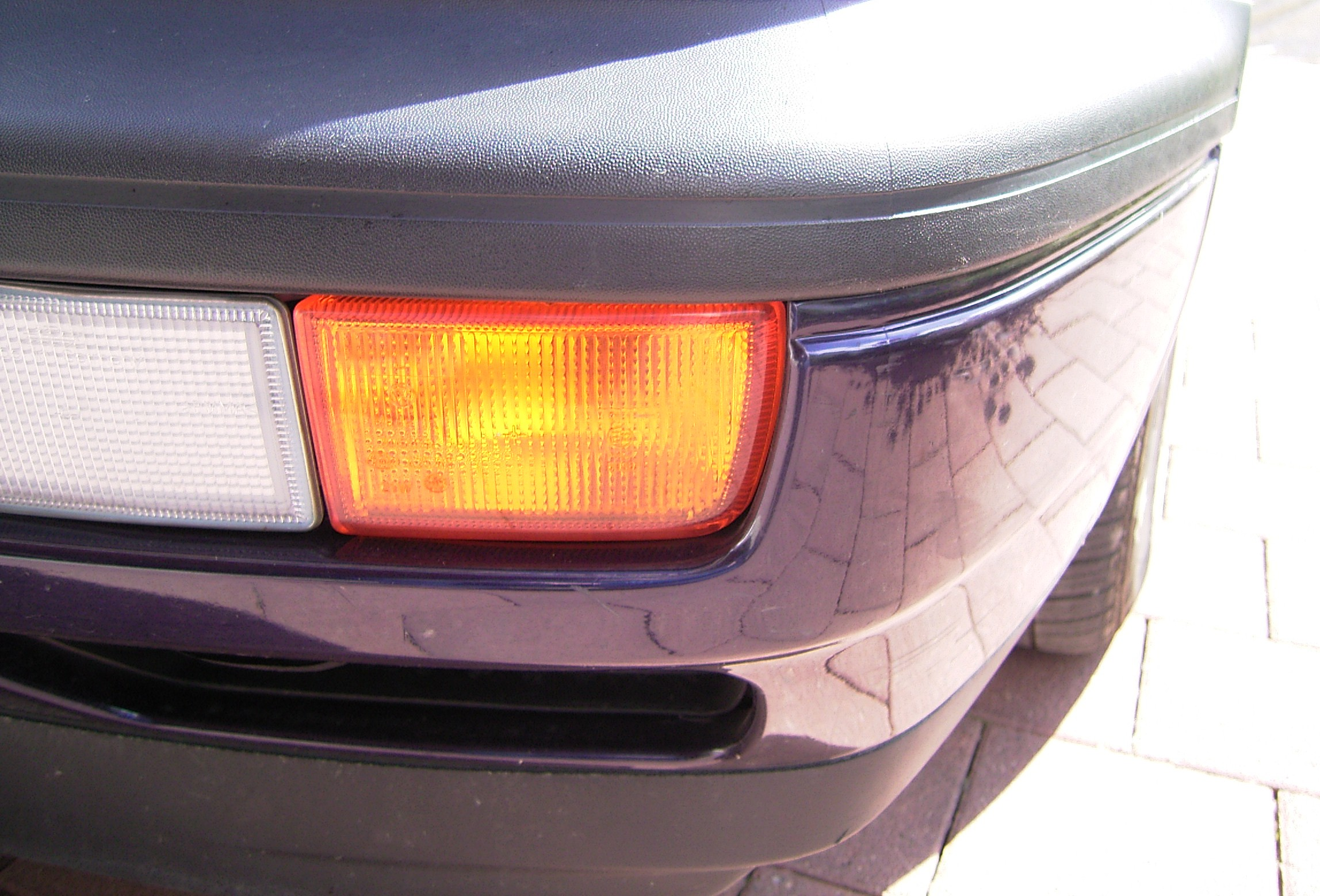
Richtingaanwijzer op een VW Golf

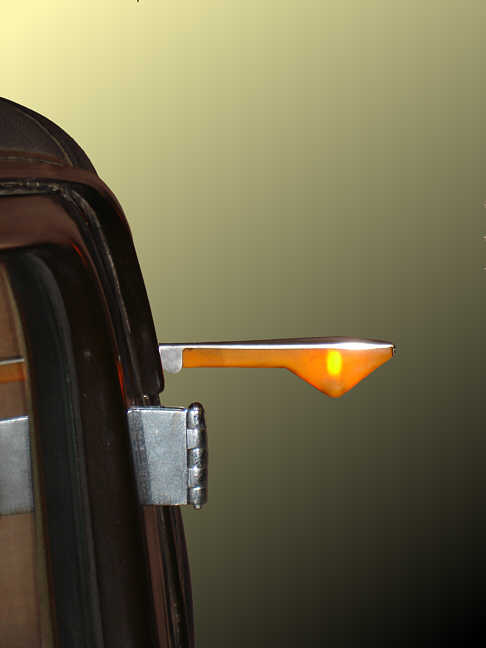
Uitgeklapte richtingaanwijzer bij een auto uit de jaren 30

Een richtingaanwijzer of clignoteur  (in België vaak pinker genoemd) is een signalisatielicht op een voertuig dat wordt gebruikt om andere verkeersdeelnemers duidelijk te maken dat een voertuig van richting gaat veranderen of een zijdelingse beweging gaat maken. De benaming knipperlicht wordt ook gebruikt, maar heeft meer betekenissen dan alleen richtingaanwijzer.
De specificaties waaraan een richtingaanwijzer moet voldoen, zijn wettelijk vastgelegd. Zo moet de kleur van de richtingaanwijzer vooraan wit of oranjegeel zijn, en achteraan rood of oranjegeel. In de zijflanken moet de richtingaanwijzer oranjegeel knipperen. De knipperfrequentie moet 90 per minuut zijn met een tolerantie van 30. Op het dashboard van de auto knippert een verklikkerlampje synchroon met de richtingaanwijzers buiten. Ook is meestal een akoestische terugkoppeling aanwezig: de bestuurder hoort duidelijke tikken. Wanneer de knipperlichten en de terugkoppeling opeens veel sneller gaan, kan dat een indicatie zijn dat een of meer lampen defect zijn.
Vaak is er een mechanische verbinding tussen het stuurwiel en de bedieningsknop van de richtingaanwijzer. Wordt het stuur teruggedraaid, wat meestal gebeurt nadat een bocht voltooid is, dan schakelt de richtingaanwijzer vanzelf uit.

## Alarmlicht
Dezelfde lampen kunnen ook worden gebruikt om het andere verkeer te waarschuwen voor gevaar. Ze knipperen dan gelijktijdig links en rechts. Een bestuurder zal dit inschakelen bij een plotselinge file of ongeval en als hij zijn voertuig op een ongebruikelijke plaats stilzet.

## Geschiedenis
De eerste auto's hadden geen richtingaanwijzers; de bestuurder, die meestal in de open lucht zat, gaf richting aan door een arm naar links of rechts uit te steken. Bij oldtimers komt dat nog steeds wel voor en het is de normale werkwijze bij fietsers en bromfietsers.
Latere auto's hadden als richtingaanwijzer een uitklapbare arm, soms verlicht. Deze werd bediend door aan een touwtje te trekken, later elektrisch. Tot in de jaren 60 waren dergelijke richtingaanwijzers een normaal verschijnsel.
In Nederland werd een richtingaanwijzer bij trams pas op 1 juli 1957 verplicht.

## Met de arm

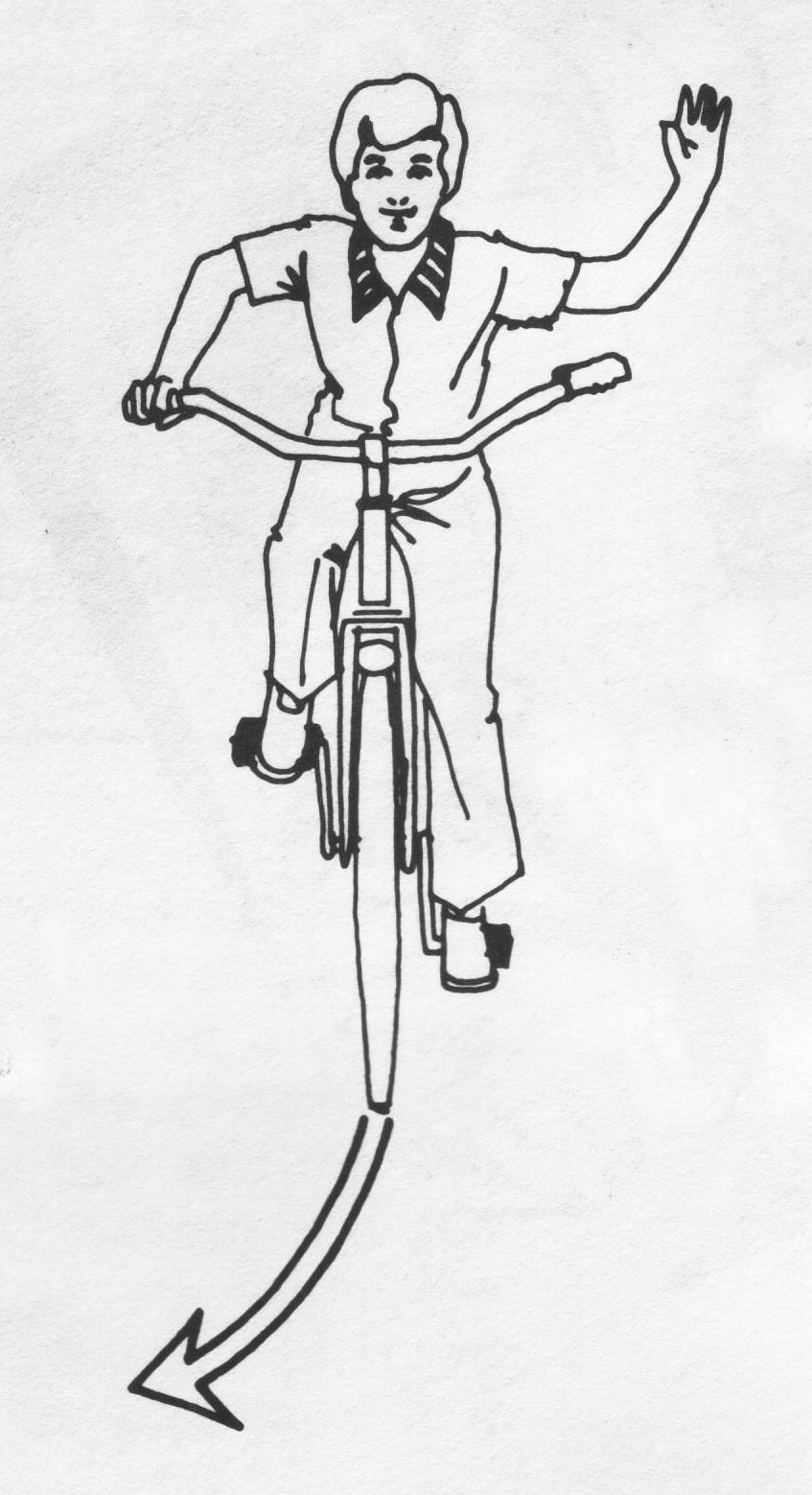
Naar rechts

Geeft men richting aan met de arm, dan steekt men de linker- of rechterarm horizontaal uit. In sommige landen (onder andere Spanje en VS) wordt soms alleen de linkerarm gebruikt: om naar rechts aan te geven, wijst de bestuurder omhoog. Dit wordt vaak niet begrepen door weggebruikers die uit een ander land komen.
Met de arm kan men de richting nauwkeuriger aangeven dan met een richtingaanwijzer. Een scherpe bocht rechtsaf of een flauwe bocht rechtsaf, door de arm schuin naar beneden of schuin naar boven te uit te steken.
achterlicht · achteruitrijlicht · contourverlichting · dagrijverlichting · dimlicht · fietsverlichting · groot licht · kentekenplaatverlichting · koplamp · mistlamp · remlicht · richtingaanwijzer · waarschuwingsknipperlicht · stadslicht · verstraler · zijmarkeringslicht · zwaailicht